# Pankowka
Pankowka – osiedle typu miejskiego w Rosji, w obwodzie nowogrodzkim. W 2010 roku liczyło 9603 mieszkańców.